# 太平洋の鷲
『太平洋の鷲』（たいへいようのわし、副題『日本連合艦隊はかく戦えり』）は、1953年（昭和28年）10月21日に公開された戦争映画である。モノクロ、スタンダード。監督は本多猪四郎、脚本は橋本忍、特殊技術は円谷英二。昭和28年度芸術祭参加作品。

## 解説
山本五十六の半生をもとに、日独伊三国軍事同盟の締結から真珠湾攻撃、ミッドウェー海戦、海軍甲事件を描くことで、太平洋戦争がどのようにして開戦して推移したのかを、構想2年、制作費1億7,000万円をかけてドキュメンタリー風に描いた作品である。
太平洋戦争をはじめとする第二次世界大戦を題材にした映画作品は数多く制作されているが、戦争に巻き込まれた市井の人々を中心に描いた他の作品とは異なり、制作当時存命中だった人物を含む戦争責任があるとされる人物を登場させ、さらに戦闘場面を再現することで、本格的に戦争を取り上げた戦後初の映画である。また、ミッドウェー海戦を初めて描いた作品でもある。
主人公の山本五十六は大河内傳次郎が演じ、他の作品で描かれる山本とは異なる独自の人物像となっている。
公開当時から、前半の軍閥による日米戦争勃発までの追及はいいが、真珠湾攻撃、ミッドウェー海戦のくだりになると、特撮スペクタクルという娯楽に引っ張られてバランスを崩すため、日米開戦を阻止できなかった山本五十六の苦悩などはほとんど読み取れなくなるという批判があった。

## キャスト
参照
- 山本五十六：大河内傳次郎
- 古河中佐：二本柳寛
- 鹿島中佐：清水将夫
- 米内光政：柳永二郎
- 近衛文麿：高田稔
- 及川古志郎：菅井一郎
- 畑俊六：山田巳之助
- 高野：汐見洋
- 関根：小川虎之助
- 城田：村上冬樹
- 村崎：青野平義
- 陸軍参謀・大佐：志村喬
- 同・中佐：小杉義男
- 同・大尉：堺左千夫

### 連合艦隊
- 参謀長：佐々木孝丸
- 先任参謀：清川荘司
- 作戦参謀：植村謙二郎
- 航空参謀：富田仲次郎
- 通信参謀：佐伯秀男
- 水雷参謀：西條悦郎
- 機関参謀：山形勲
- 副官：大友伸[1]

### 機動部隊
- 司令官：見明凡太郎
- 参謀長：恩田清二郎
- 機関参謀：熊谷二良
- 通信参謀：池田忠夫
- 航空参謀：手塚勝巳
- 戦務参謀：三國連太郎
- 航海参謀：小林桂樹
- 整備参謀：伊豆肇
- 赤城艦長：牧壮吉[注釈 2]
- 飛行隊長：津田光男
- 艦上攻撃機隊長：桜井巨郎
- 通信兵：越後憲三
- 偵察機操縦員：三上淳[注釈 2]
- 偵察員：坂本晴哉[注釈 2]
- 飛龍整備員：日方一夫
- 赤城見張員：岩本弘司
- 赤城整備員：広瀬正一
- 友永大尉：三船敏郎

### ラバウル基地
- 戦闘機分隊長：中村彰
- 重爆機長：吉頂寺晃[注釈 2]
- 少年航空兵：山田彰、鈴木孝次
- 通信指揮士官：佐田豊[注釈 2]
- 発着所士官：緒方燐作[注釈 2]
- 整備兵[15]：加藤茂雄

### その他
- 右翼の青年：堤康久
- 特高係官：川越一平、草間璋夫
- 米内大臣秘書官：大川平八郎
- 軍務局長：片桐常雄[注釈 2]
- テストパイロット：鴨田清
- 橘正晃[15]
- 搭乗士官：岡豊、岡部正、帯一郎
- 大本営・陸軍中佐：千葉一郎
- 同・陸軍大佐：千田是也
- 海軍省交換手：嶋清子
- 女学生：高倉典江
- 商人：光秋次郎
- 労働者：瀬良明、鈴木治夫
- 号外売り：峯三平

## スタッフ
参照 

### 本編
- 製作：本木荘二郎
- 脚本：橋本忍
- 音楽：古関裕而
- 撮影：山田一夫
- 美術監督：北猛夫
- 美術：阿久根巌
- 録音：宮崎正信
- 照明：大沼正喜
- 編集：岩下広一
- 助監督：小松幹雄
- 製作担当者：黒田達雄
- スチール：吉崎松雄
- 音響効果：三縄一郎
- 現像：東宝現像所
- 応援監督：小田基義
- 監督：本多猪四郎

### 特殊技術
- 特殊技術：円谷英二
- 美術：渡辺明
- 合成：向山宏

## 製作
のちに『ゴジラ』（1954年）を生み出すことになる本多猪四郎と円谷英二の初コンビ作品である。本多は、本作品でも描いている太平洋戦争開戦当時は中支戦線で従軍しており、山本五十六と近衛文麿が開戦について語る場面では身の引き締まる思いで演出を行ったという。当初、本多は神風特別攻撃隊を題材とすることを検討していたが、プロデューサーの森岩雄が時期尚早と判断し、内容を改めた。
森は、ハリウッドの製作方式を参考に絵コンテを細分化した「ピクトリアル・スケッチ」を導入し、本編と特撮の合理化が図られた。ただし、戦闘シーンは主に『ハワイ・マレー沖海戦』や『加藤隼戦闘隊』などの戦争映画からの流用である。そのため、海軍には配備されていない一式戦闘機が多く登場するほか、スーパーマリン スピットファイアなどのイギリス軍戦闘機がミッドウェー島に存在する。
撮影に際し、漁船を改造した航空母艦「赤城」および「飛龍」の13メートル大の巨大ミニチュアや実物大セットなどが組まれた。ミニチュアの設計・制作は、本作品で東宝特撮に初参加した美術助手の入江義夫が手掛けた。このミニチュアの撮影は、勝浦および多摩川で行われた。撮影を担当した有川貞昌は、ミニチュアの船内に乗り込んで小さな穴からレンズを出して水雷による水柱を撮影しており、いつ分解してもおかしくないひ弱な船内にて板子の一枚下は地獄の心持ちであったと述べている。さらに、円谷の発案で沖に出て撮影することになり、美術部の反対を押し切って出た外洋にて有川は無事に帰れるか不安に感じていたが、円谷は船上でも一心不乱にコンテ作りを行っていたという。実物大セットは大井競馬場の隣接地に建てられ、地元の人間も作業に動員されたが、舞台責任者の跡見昭は入れ墨のある職人が言うことを聞かず苦労した旨を述懐している。
クライマックスでの一式陸攻がジャングル上空を飛ぶシーンでは、カメラと一式陸攻のミニチュアを固定し、台車上に作ったセットを動かして撮影している。P-38 ライトニングのミニチュアにはUコンが用いられたが、実機の着陸脚が引き込み式であることから車輪を付けられず、発進時は手で投げている。
山本が戦艦長門の甲板上に佇む場面では、スクリーン・プロセスが用いられた。
本編での飛行場のシーンは、伊勢市の旧日本陸軍明野飛行場跡地でロケが行われたが、最初の1週間は雨天で撮影できず、取り切れなかった部分は東宝撮影所で撮影している。整備兵役の加藤茂雄によれば、雨天で撮休の間は釣りをしたり、ミキモト真珠島を見学したりしていたという。
航空兵役の中島春雄は、本作品で身体に火をつけての日本初のファイヤー・スタントを演じた。中島は、衣裳の中に石綿を入れていたと証言している。これがきっかけで、中島は『ゴジラ』でのゴジラ役に選ばれたとされる。

## 映像ソフト
- VHSはキネマ倶楽部から発売された[33]。品番9531[33]